# Banpresto
Banpresto Co., Ltd. (株式会社バンプレスト?, Kabushiki-gaisha Banpuresuto) è una software house giapponese con sede a Shinagawa, Tokyo. L'azienda è stata fondata nell'aprile 1977 con il nome di Hoei Sangyo, Co. Ltd., per poi essere ribattezzata nel 1982 Coreland. Durante gli anni ottanta lavorò principalmente nella produzione di videogiochi SEGA e Arcade. Sin dal 1989 è stata rilevata in parte dalla Bandai che gli ha dato l'attuale nome. Dal marzo 2006 è diventata una sussidiaria della Namco Bandai.
La sezione della Banpresto che si occupava dei videogiochi è stata assorbita dalla Namco Bandai Games il 1º aprile 2008. Come parte della fusione, due delle sussidiarie della banpresto, la Pleasure Cast Co. Ltd e la Hanayashiki Co. Ltd, sono diventate sussidiarie della Namco. La Banpresto stessa adesso si occupa principalmente della produzione di giochi arcade. Altro settore in cui l'azienda è operativa sono le pubblicazioni di action figure ispirate ad anime e manga.

## Videogiochi
La Banpresto ha creato numerosi videogiochi distribuiti esclusivamente sul mercato giapponese, ed è principalmente nota per le serie Super Robot Wars e Summon Night, che in entrambi i casi hanno ottenuto un notevole riscontro anche al di fuori del Giappone, grazie alle versioni non ufficialmente esportate o ai fandub distribuiti via internet. Altri progetti della Banpresto includono videogiochi basati su popolari anime come il videogioco di basket Slam Dunk, il videogioco di ruolo Tenchi muyō! Game-hen, Panzer Bandit e numerosi videogiochi ispirati alla serie Sailor Moon.